# Ozay Mehmet
Ozay Mehmet (Nicósia, 15 de novembro de 1938 – Ottawa, 13 de novembro de 2023) foi um professor emérito de assuntos internacionais na Carleton University em Ottawa, Ontário. Mehmet teve inúmeras publicações, entre livros acadêmicos sobre desenvolvimento econômico e mais artigos em revistas acadêmicas. Já aposentado, ele publicou romances históricos no Chipre.

## Biografia
Mehmet nasceu em 1938 em Nicósia, Chipre em uma família cipriota turca. Estudou na London School of Economics entre 1959 e 1962. Posteriormente, Mehmet recebeu seu mestrado e doutorado em economia na Universidade de Toronto com uma bolsa de estudos da Commonwealth canadense. No Canadá, ensinou em várias universidades canadenses, incluindo: a Universidade de Windsor, a Universidade de York, a Universidade de Toronto, a Universidade de Ottawa e a Universidade de Carleton. Mehmet é especialista em desenvolvimento económico, com especial referência aos Tigres Asiáticos, Turquia e Chipre. Ele consultou extensivamente para o BM, ADB, CIDA, CFTC e agências da ONU (OIT, OMS, PNUD). Ele foi autor de 21 livros acadêmicos e mais de 100 artigos nas principais revistas acadêmicas. Na aposentadoria, ele começou a escrever romances históricos.

## Publicações

### Livros acadêmicos
- Mehmet, Ozay (1978), Economic Planning and Social Justice in Developing Countries, ISBN 0856645524, Taylor & Francis.
- Mehmet, Ozay (1986), Development in Malaysia: Poverty, Wealth, and Trusteeship, ISBN 0709935250, Routledge.
- Mehmet, Ozay (1991), Islamic Identity and Development: Studies of the Islamic Periphery, ISBN 0415043867, Routledge.
- Mehmet, Ozay (1999), Westernizing the Third World: The Eurocentricity of Economic Development Theories, ISBN 0415205743, Routledge.
- Mehmet, Ozay (2009), Sustainability of Microstates: The Case of North Cyprus, ISBN 978-0874809831, University of Utah Press.

### Romances históricos
- Mehmet, Ozay (2011), Uzun Ali: Shame and Salvation, ISBN 978-1842902363, Wisdom House Publications.